# Diálogos durante las protestas de la plaza de Tiananmén de 1989
Durante las protestas de la plaza de Tiananmén de 1989 en Beijing, China, los estudiantes exigieron un diálogo entre los funcionarios del gobierno chino y los representantes estudiantiles. En total, se llevaron a cabo tres sesiones de diálogo entre los estudiantes y representantes del gobierno.
La demanda de diálogo comenzó el 22 de abril durante el memorial oficial de Hu Yaobang. Tres estudiantes se arrodillaron en los escalones del Gran Salón sosteniendo un gran papel que contenía siete demandas y esperaron a que un funcionario del partido aceptara su petición. Sin embargo, ningún funcionario del partido salió a recibir su lista de demandas. El objetivo principal del diálogo era resolver problemas crecientes como la corrupción y el aumento del costo de vida dentro de China. Con el fin de preparar el posible diálogo, se creó la Delegación de Diálogo. Fue organizado por Shen Tong de la Universidad de Pekín y Xiang Xiaoji de la Universidad de Ciencias Políticas y Derecho e incluyó representantes electos de varias universidades. Los estudiantes solicitaron que cualquier diálogo entre estudiantes y gobierno se transmitiera en vivo por televisión. El gobierno, sin embargo, repetidamente no cumplió con esta solicitud y propuso en su lugar que se grabara y emitiera en un momento diferente. Tres importantes diálogos entre estudiantes y gobierno ocurrieron en todo el movimiento estudiantil el 29 de abril, el 14 de mayo y el 18 de mayo. Los diálogos del 29 de abril y 18 de mayo fueron transmitidos por televisión en un momento posterior después de que concluyeron los diálogos originales. Sin embargo, todos los diálogos no produjeron un resultado satisfactorio tanto para los estudiantes como para el gobierno.

## 29 de abril: El diálogo preliminar
El diálogo del 29 de abril de 1989 fue el primer diálogo entre representantes estudiantiles y gubernamentales que se grabó y transmitió. Asistieron representantes del gobierno Yuan Mu (portavoz del Consejo de Estado), He Dongchang, Yuan Liben, Lu Yucheng y representantes estudiantiles de 16 instituciones diferentes de Beijing. Los temas que fueron planteados por los estudiantes incluyeron la especulación oficial y la libertad de expresión dentro de los medios de comunicación. Al comienzo del diálogo, los representantes de los estudiantes declararon que este diálogo debe considerarse como un diálogo preliminar y no como el diálogo igualitario exigido por los estudiantes. El diálogo igualitario según la definición de estudiantes fue uno en el que los representantes estudiantiles son elegidos por la mayoría de los estudiantes y donde no son tratados como subordinados. Desde la perspectiva de los estudiantes, este diálogo no llegó a ninguna conclusión firme ya que Yuan y otros funcionarios fueron evasivos al responder a las preguntas de los estudiantes. El enfoque del diálogo siempre volvió a la necesidad de estabilidad en China. Desde la perspectiva de Li Peng y otros líderes, Yuan se desempeñó muy bien durante el diálogo. El gobierno consideró que el diálogo logró su propósito, mientras que los estudiantes no estaban satisfechos con el diálogo.

## 14 de mayo: La Delegación del Diálogo
Los planes para el diálogo del 14 de mayo comenzaron el 9 de mayo de 1989 cuando Shen Tong fue abordado por un funcionario del gobierno en el campus que afirmaba poder organizar un diálogo no oficial para la Delegación de Diálogo con Yan Mingfu, el jefe del Departamento de Trabajo del Frente Unido del Partido Comunista. La Delegación de Diálogo planteó tres puntos de discusión que incluyeron el movimiento estudiantil actual, el avance de reformas sustantivas y la cláusula dentro de la Constitución de la República Popular China que garantiza la libertad de expresión y reunión. Al diálogo asistieron Yan Mingfu, el miembro del Politburó a cargo de la educación Li Tieying, y otros diez funcionarios menores de diversas capacidades. Trece estudiantes de la Delegación de Diálogo fueron seleccionados para dirigir el diálogo.
Debido a la poca antelación para el diálogo, los funcionarios del gobierno afirmaron que el diálogo no podía transmitirse en vivo, lo cual era una demanda original de los estudiantes. El diálogo del 14 de mayo sería grabado por la Televisión Central de China y transmitido con un retraso de cinta. La Delegación de Diálogo continuó presionando para que se transmitiera en vivo el diálogo y exigió que el diálogo se transmitiera al menos en vivo a los estudiantes en la Plaza de Tiananmén. Además de la Delegación de Diálogo, otros estudiantes observadores también estuvieron presentes en este diálogo. Se produjo un desorden en los procedimientos del diálogo cuando los estudiantes observadores intentaron que sus preguntas se dirigieran al gobierno, restando valor al diálogo de los tres puntos originales de la Delegación de Diálogo. El diálogo se detuvo repentinamente cuando un grupo de estudiantes de la Plaza de Tiananmén llegó y exigió que el diálogo terminara, al descubrir que el diálogo no se transmitió en vivo como se había prometido.

## 18 de mayo: Reunión con Li Peng
El diálogo del 18 de mayo fue el diálogo transmitido más significativo entre los representantes estudiantiles y el gobierno porque involucró al primer ministro Li Peng y 11 representantes estudiantiles. Otros altos funcionarios del gobierno incluyeron al presidente de la Comisión Estatal de Educación Li Tieying, el jefe del Departamento de Trabajo del Frente Unido Yan Mingfu, el jefe del partido de Beijing Li Ximing y el alcalde Chen Xitong. Los líderes estudiantiles que asistieron incluyeron a Wu'erkaixi, Wang Dan y Xiong Yan.
Li Peng entró en el diálogo con la agenda de poner fin a la huelga de hambre de los estudiantes y no lo consideró como una negociación entre dos partes. Wu'erkaixi apareció en el diálogo con una bata de hospital y sosteniendo un tanque de oxígeno, aparentemente debido a haber estado en huelga de hambre, una muestra bastante teatral para las audiencias de televisión de todo el país. Wu'erkaixi abrió el diálogo lanzando una diatriba contra Li Peng por llegar tarde, diciendo «acabas de decir que esta reunión es un poco tarde […] pedimos reunirnos con usted tan pronto como el 22 de abril. ¡Esta reunión no solo es un poco tarde, sino demasiado tarde!».
Un gran número de líderes estudiantiles hablaron en rápida sucesión. La mayoría señaló la naturaleza del movimiento como «patriótico» y «democrático», y pidió al gobierno que lo afirmara como tal. Wang Xuezhen, jefe de la rama del partido en la Universidad de Pekín, afirmó las declaraciones de los estudiantes, afirmando inequívocamente: «Creo que nuestros estudiantes son patrióticos. Esperan promover la democracia en nuestro país. [Ellos] no están tratando de crear confusión. Espero que nuestro gobierno afirme este punto».
Li Tieying fue el primero en hablar en nombre del gobierno. Li trabajó principalmente a través de la jerga burocrática, pero insinuó que el gobierno estaba abierto a crear más canales para el diálogo con los representantes estudiantiles. Hizo hincapié en la estabilidad y dijo que los efectos de la expansión del movimiento no podían predecirse. Les dijo a los estudiantes que existen instituciones para canalizar las quejas, como la Asamblea Popular Nacional. Yan Mingfu afirmó las intenciones de los estudiantes, pero advirtió que dado que los líderes estudiantiles ya no tenían control sobre la dirección del movimiento, los «huevos malos» dentro del movimiento estaban provocando problemas e impidiendo que se llevara a cabo un diálogo significativo.
Li Peng dijo que el gobierno tenía el deber de «mantener el orden», y dijo que la mayoría de los estudiantes son «patrióticos» y «no causan agitación». Li dijo que la principal preocupación del gobierno era la salud de los estudiantes, pero que el gobierno se oponía a la continua interrupción del orden social. Los representantes estudiantiles plantearon el tema del Editorial del 26 de abril y exigieron el reconocimiento del movimiento estudiantil como patriótico. Li Peng reafirmó el Editorial del 26 de abril al afirmar que a pesar de las buenas intenciones de los estudiantes, había personas que se aprovechaban de la situación y creaban disturbios.
El alcalde de Beijing, Chen Xitong, habló sobre el efecto adverso que las protestas tuvieron en la actividad económica de la ciudad, diciendo que el tráfico en Beijing estaba paralizado y la producción industrial se vio gravemente interrumpida.
Los representantes estudiantiles esperaban mantener un diálogo sustantivo en el que el gobierno y los estudiantes fueran considerados iguales. Querían tener una discusión abierta de los problemas con el gobierno y llegar a resoluciones. Sin embargo, el curso del diálogo dejó claro que el objetivo principal de Li Peng era convencer a los estudiantes para que pusieran fin a la huelga de hambre. La reunión terminó cuando los estudiantes vieron que tenían una posición subordinada. Era evidente para ellos que el gobierno no comprometería ni cumpliría ninguna de sus demandas.

## Resultados
Ninguno de los diálogos entre estudiantes y gobiernos produjo resultados significativos para el movimiento estudiantil. El diálogo del 29 de abril produjo reacciones negativas de los estudiantes que estaban insatisfechos con los representantes elegidos, considerados demasiado jóvenes. Además, los representantes estudiantiles fueron elegidos por el gobierno y considerados no representativos del movimiento estudiantil más amplio. A escala internacional, se proporcionaron comentarios más positivos con respecto a este diálogo. Sheryl WuDunn de The New York Times escribió que «lo que fue notable no fue solo que la reunión tuvo lugar, sino que el Gobierno la televisó casi todo, aparentemente como una concesión a la demanda de un estudiante». Desde una perspectiva externa, se produjeron avances en el movimiento estudiantil ya que el gobierno se comprometió con las demandas de los estudiantes al celebrar un diálogo de transmisión. Los diálogos del 14 y 18 de mayo también fueron vistos como improductivos por los estudiantes, ya que Li Peng se dirigió a los estudiantes del movimiento como «niños». Los diálogos entre estudiantes y gobierno no eran una calle de doble sentido, ya que a los estudiantes se les permitía expresar sus opiniones, pero el gobierno no estaba dispuesto a responder sus preguntas. Al final, un diálogo igualitario era inalcanzable para los estudiantes.